# Messerschmitt-Leichtbauhaus
Als Messerschmitt-Leichtbauhaus wird ein Gebäudetyp mit vorgefertigten Bauelementen in Leichtbauweise bezeichnet. Die Teile zur Herstellung von Wohnhausrohbauten wurden vom Flugzeugkonstrukteur und Unternehmer Willy Messerschmitt in der Nachkriegszeit bis 1951 produziert.

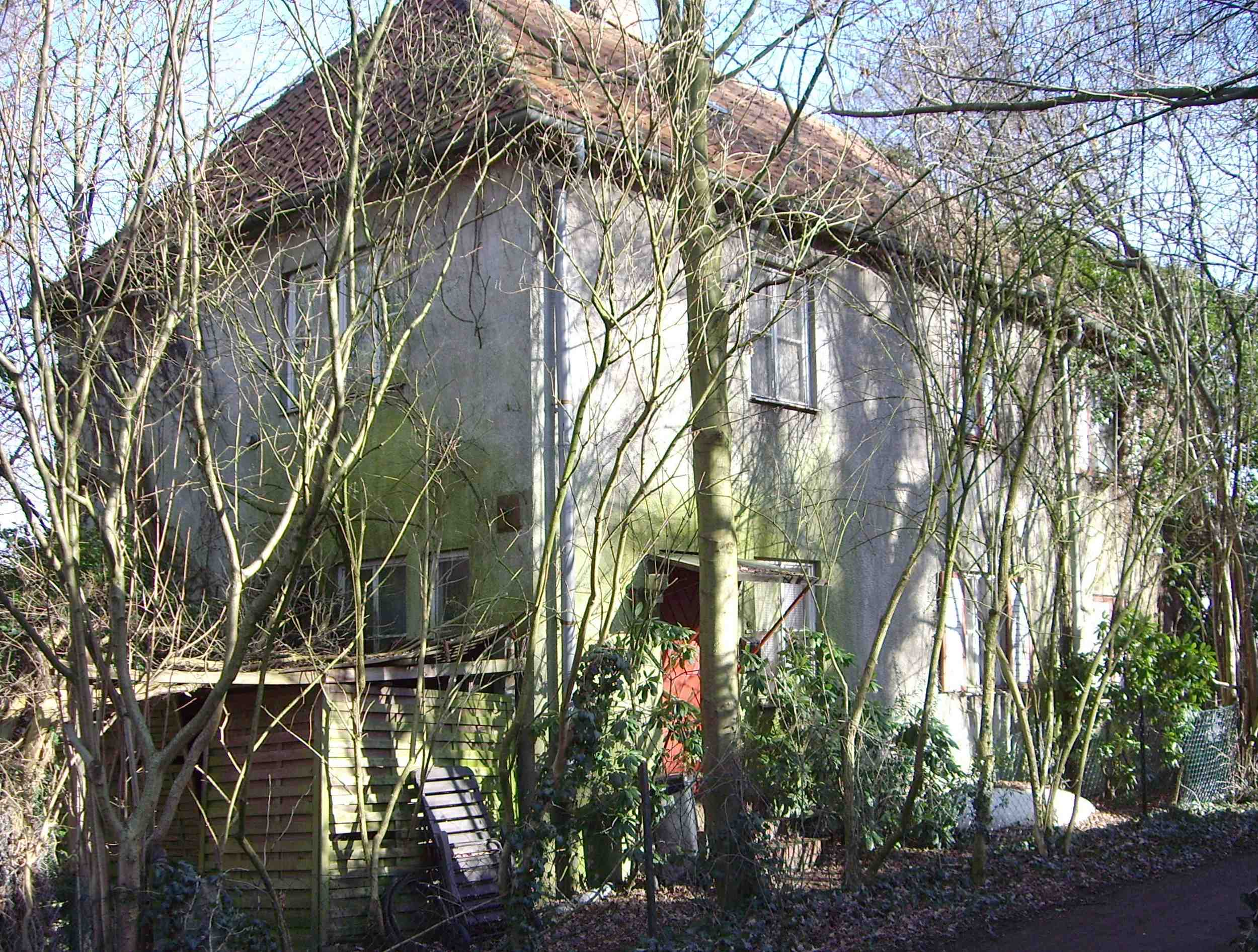
Messerschmitt-Haus von Henrich Focke in Bremen, Zustand von 2008

Die Nachkriegszeit war die Zeit einer großen Wohnungsnot und zugleich die der aufblühenden Baukonjunktur. Der Bau von Flugzeugen war nach dem Zweiten Weltkrieg in Deutschland noch nicht wieder erlaubt, und so war auch Dornier mit einem ähnlichen Projekt („Dornier-Heim“) unterwegs, ebenso wie auch angelsächsische Flugzeugbauer in der Branche tätig wurden. Messerschmitt hatte sich schon als Flugzeugkonstrukteur intensiv der Leichtbauweise gewidmet. Sein Nachkriegsunternehmen, die „Neue Technik GmbH“, produzierte gegen 1949 bis 1951 in der Halle IV der ehemaligen Flugzeugwerke Augsburg. Dort wurden Tafeln aus Porenbeton, die von der Firma Hebel in Emmering zugeliefert wurden, mit Blechrahmen verstärkt. Die Platten hatten eine Höhe von 2,50 m oder 2,10 m sowie eine Breite von 0,60 m oder 1,20 m und wurden auf der Baustelle mit einem Stahlskelett verschraubt. Passende Türen, Fenster und Treppen wurden ebenfalls von Messerschmitt angeboten. Diese „Tafelbauweise“ erforderte noch einen Verputz, sodass sich die Leichtbauten äußerlich von konventionellen Häusern nicht unterschieden, zumal eine individuelle Anordnung der Module ohne weiteres möglich war.
Der bedeutende Architekt Sep Ruf soll mit Messerschmitt zusammengearbeitet haben, ob dies auch die hier eingesetzte „Messerschmitt-Methode“ betraf, ist nicht eindeutig belegt.
Ausgeführte Bauten sind heute kaum noch bekannt. Ein Wohnhaus in Spaichingen wurde 1991 von der Denkmalpflege aus Kostengründen aufgegeben und daraufhin abgerissen, die Erhaltung eines weiteren in Bremen, das sich Henrich Focke hatte montieren lassen, ist erheblich gefährdet (Stand 2024).